# Durban II
Durban II (officielt Durban Review Conference) er en FN-organiseret konference, der afholdes 20.-24. april 2009 og er et led i verdenskonferencen imod racisme, hvis seneste konference blev holdt i 2001 i Durban, Sydafrika. Durban II afholdes i Geneve i Schweiz i FN's europæiske hovedkvarter. Konferencens formål er at følge op på implementeringen af beslutningerne fra Durban I-konferencen.
I tiden op til indledningen af konferencen har en række vestlige lande besluttet sig for at boykotte konferencen ud fra en opfattelse af, at forberedelserne til konferencen har været for dårlige. Bekymringerne går på, at der til konferencen vil blive stille forslag om forbud mod love mod blasfemi, samt at der lægges op til en antisemitisk stemning på konferencen. Blandt landene, der boykotter konferencen, er USA, Canada, Israel, Sverige, Italien, Australien, Tyskland, Holland, New Zealand, og Polen.

## Fodnoter
1. ↑  "USA boykotter racismekonference" Arkiveret 19. april 2009 hos  Wayback Machine, politiken.dk, 18. april 2009
2. ↑  "Sverige boykotter racismekonference" Arkiveret 19. april 2009 hos  Wayback Machine, politiken.dk, 18. april 2009
3. ↑  Australia to boycott racism conference Arkiveret 21. april 2009 hos  Wayback Machine, UPI 19-04-2009
4. ↑  Germany joins boycotters of UN racism meeting, Associated Press (retrieved 21-04-2009)
5. ↑  Cnaan Liphshiz, Netherlands joins U.S., Australia in boycott of Durban II Arkiveret 21. april 2009 hos  Wayback Machine, Haaretz 19-04-2009
6. ↑  NZ pulls out of UN conference on racism Arkiveret 21. april 2009 hos  Wayback Machine, Radio New Zealand, 20 April 2009 (New Zealand time).
7. ↑  Sweden and Poland boycott ‘Durban II’ conference by Maud Swinnen, European Jewish Press (EJC), April 20, 2009.

| Politik | Spire Denne artikel om politik og ideologi er en spire som bør udbygges. Du er velkommen til at hjælpe Wikipedia ved at udvide den. |